# Biskra (distrito)
Biskra é um distrito localizado na província de Biskra, Argélia,[carece de fontes?] e cuja capital é a cidade de mesmo nome, Biskra.

## Municípios
O distrito está dividido em duas comunas:
- Biskra
- El Hadjeb